# Eksjö landsförsamling
Eksjö landsförsamling var en församling i Linköpings stift och Eksjö kommun. Den 1 januari 1949 uppgick församlingen i Eksjö församling.

## Administrativ historik
Församlingen bildades omkring 1500 efter Eksjö stad bildats 1403, vid en uppdelning av Eksjö församling då samtidigt Eksjö stadsförsamling bildades.
1 januari 1949 uppgick Eksjö landsförsamling i stadsförsamlingen som samtidigt bytte namn till Eksjö församling.

### Pastorat
- Från omkring 1500 till 1 januari 1949: Annexförsamling i pastoratet Eksjö stadsförsamling och Eksjö landsförsamling.[2]

## Komministrar
| Verksam   | Namn                     | Levnadstid | Övrigt                                          |
| --------- | ------------------------ | ---------- | ----------------------------------------------- |
| 1669–1689 | Daniel Torpadius         | –1700      | Senare kyrkoherde i Vireda församling.          |
| 1688–1703 | Benedictus Petri Kinbom  | –1703      |                                                 |
| 1705–1715 | Ericus Finke             | 1672–1723  | Senare kyrkoherde i Östra Ny församling.        |
| 1716–1722 | Benedictus Lidbergius    | 1688–1729  | Senare kyrkoherde i Östra Tollstads församling. |
|           | Johannes Jacobi Köler    |            | Senare kyrkoherde i Hults församling.           |
| 1733–1747 | Per Wistrand             | 1703–1774  | Senare kyrkoherde i Rogslösa församling.        |
|           | Johannes Rothstein       |            | Senare kyrkoherde i Målilla församling.         |
| 1764–1789 | Johannes Andreæ Rosinius | 1733–1789  |                                                 |
| 1789–1794 | Johan Adam Rosinius      | 1754–1833  | Senare kyrkoherde i Hults församling.           |
|           | Gustaf Bergman           |            | Senare komminister i Järeda församling.         |
|           | Fabian Lundvall          |            | Senare kyrkoherde i Mörlunda församling.        |
| 1811–1823 | Nils Johan Danielsson    | 1780–1857  | Senare kyrkoherde i Eksjö stadsförsamling.      |
|           | Carl Johan von Melen     |            | Senare kyrkoherde i Vena församling.            |
| 1839–1843 | Axel Jacob Björkeroth    | 1801–1843  |                                                 |
| 1844–     | Pehr Daniel Rudelius     | 1807–      |                                                 |